# National Motor Company (England)

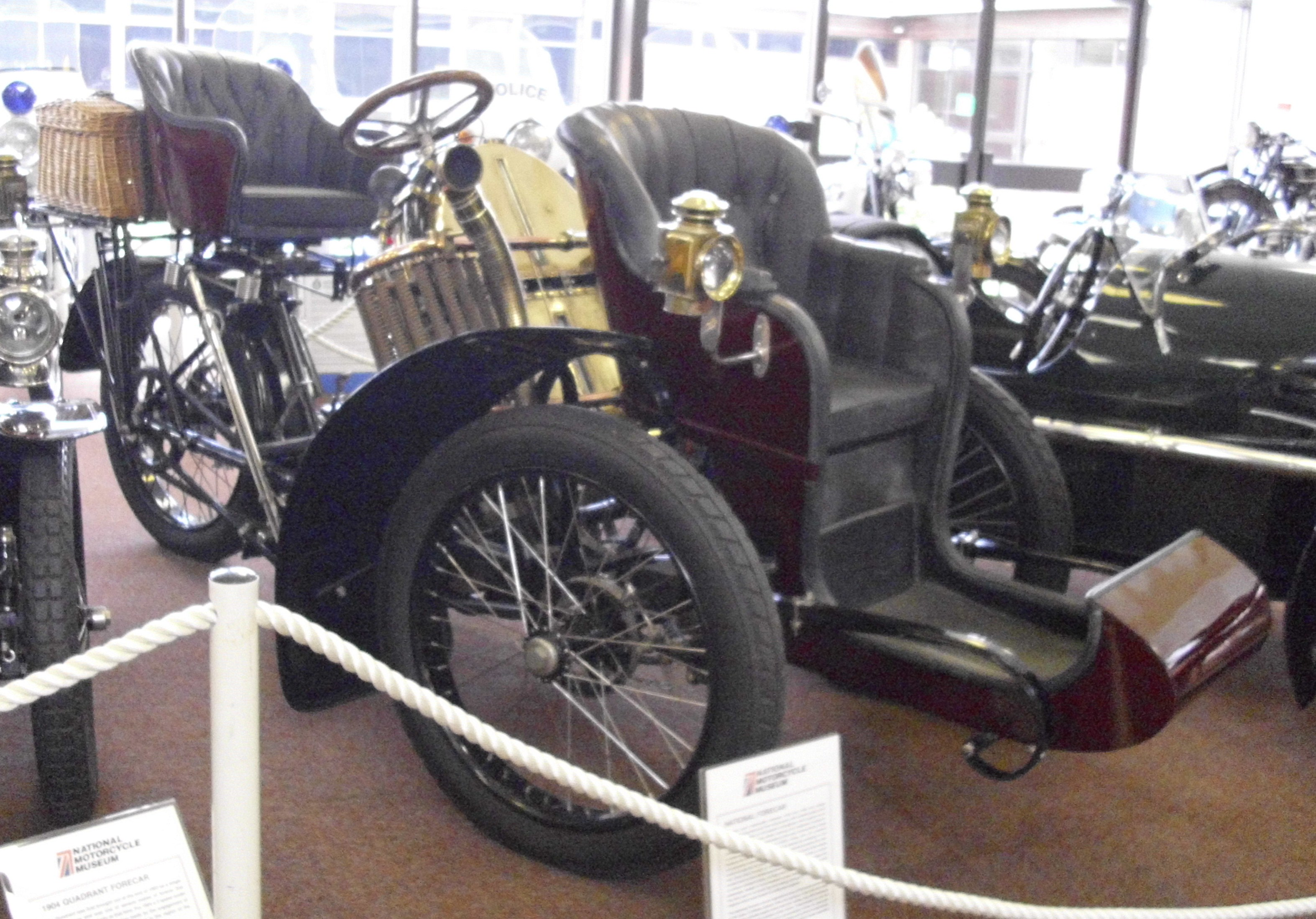
National Tricar

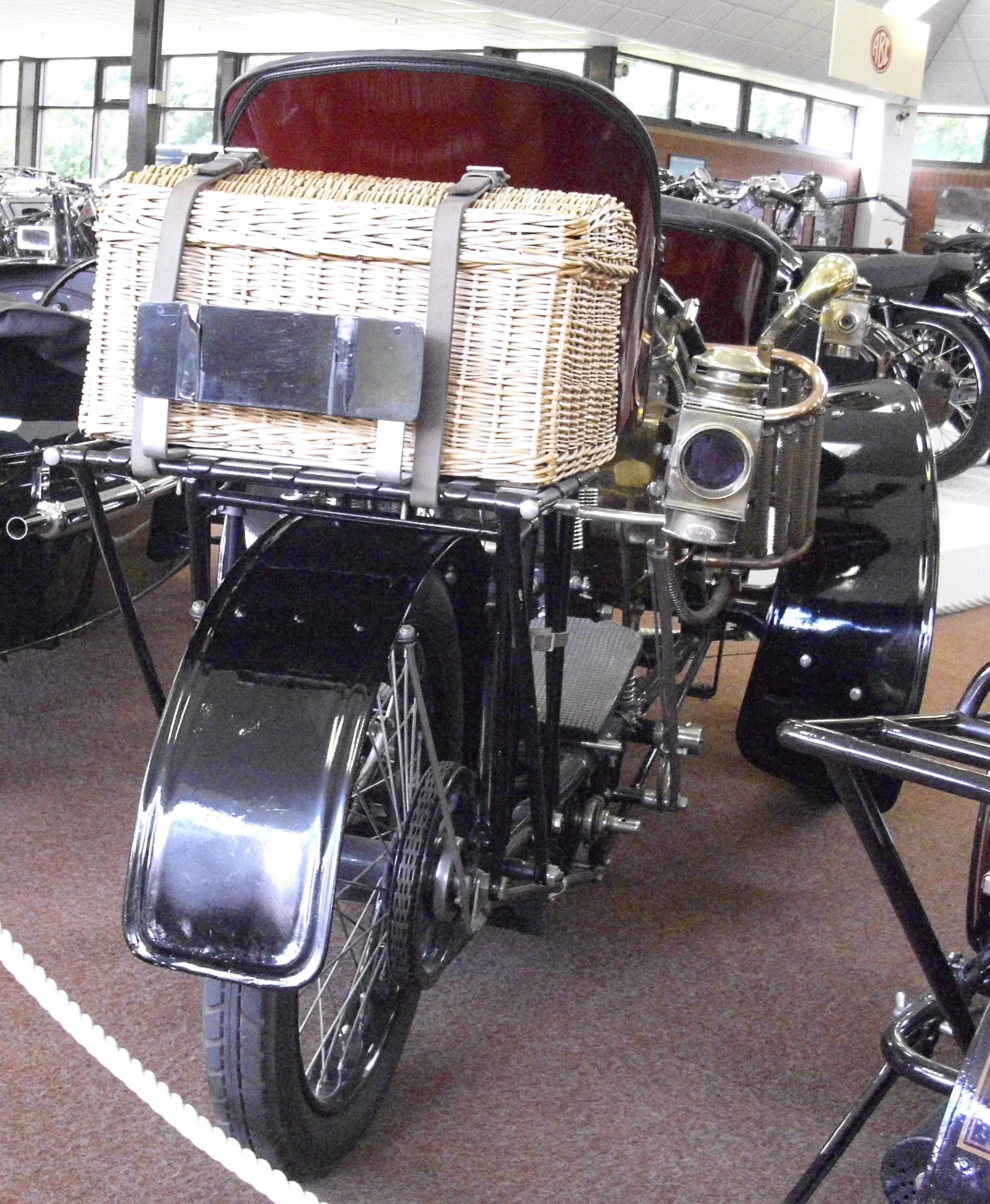
Heckansicht

National Motor Company war ein britischer Hersteller von Automobilen.

## Unternehmensgeschichte
Das Unternehmen aus Manchester begann 1904 mit der Produktion von Automobilen. Der Markenname lautete National. 1905 endete die Produktion. Es bestand keine Verbindung zu Rose Bros. aus Gainsborough, die den gleichen Markennamen verwendeten.

## Fahrzeuge
Das einzige Modell war ein Tricar, ein Dreirad mit einzelnem Hinterrad. Der Fahrer saß hinten auf einem Motorradsattel. Zwischen den Vorderrädern befand sich wahlweise ein Sitz aus Korb für einen Passagier oder ein Kasten für Ladung. Ein wassergekühlter Einzylindermotor von Motor Manufacturing Company mit 4 PS Leistung trieb das Fahrzeug an. Das Getriebe hatte zwei Gänge.